# Meiogyne
Meiogyne Miq. – rodzaj roślin z rodziny flaszowcowatych (Annonaceae Juss.). Według The Plant List w obrębie tego rodzaju znajduje się 12 gatunków o nazwach zweryfikowanych i zaakceptowanych, podczas gdy kolejne 4 taksony mają status gatunków niepewnych (niezweryfikowanych). Występuje naturalnie w klimacie tropikalnym na obszarze od Azji Południowo-Wschodniej po Oceanię. Gatunkiem typowym jest M. virgata (Blume) Miq.

## Morfologia
PokrójZimozielone drzewa lub krzewy. Pędy są lekko owłosione.
LiścieNaprzemianległe, pojedyncze, całobrzegie, siedzące. Charakteryzują się bardzo widocznymi poprzecznymi żyłkami.
KwiatyPromieniste, obupłciowe, pojedyncze lub zebrane po 2–3 w kwiatostany, rozwijają się w kątach pędów. Mają 3 działki kielicha zrośnięte u podstawy. Płatków jest 6, ułożonych w dwóch okółkach, zewnętrzne są nieco większe od wewnętrznych. Kwiaty mają liczne pylniki ułożone wokół 2–7 (–12) wolnych i owłosionych owocolistków zawierających po kilka komór rozmieszczonych w dwóch rzędach.
OwocePojedyncze mają jajowaty kształt (rzadziej podłużny lub elipsoidalny), samotne lub zebrane po 2–3 (–5) w owoc zbiorowy. Są zwykle siedzące. Pojedynczy owoc zawiera od kilku do kilkunastu nasion.

## Systematyka

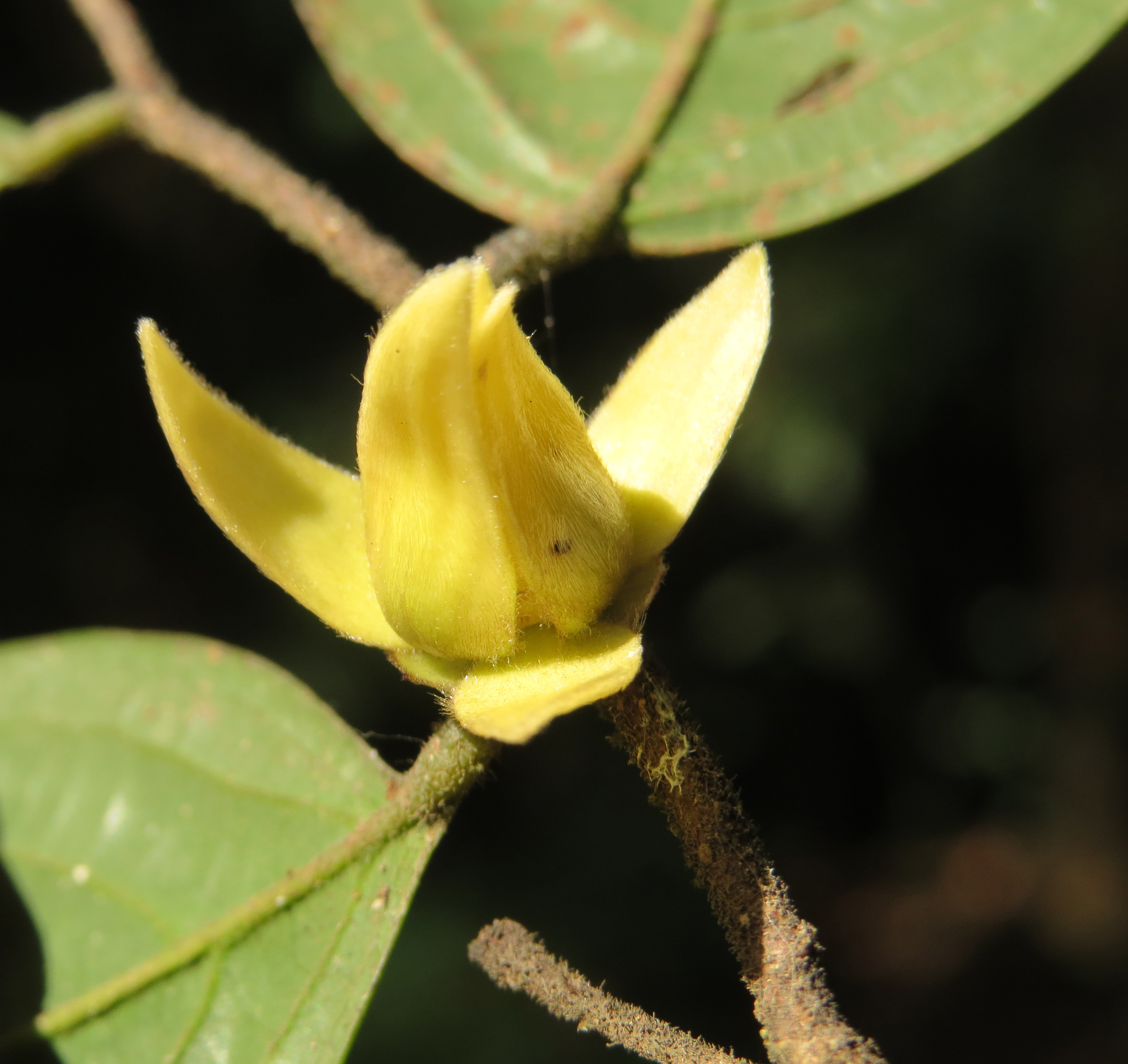
Kwiat gatunku M. pannosa

Pozycja według APweb (aktualizowany system APG III z 2009)
Rodzaj wraz z całą rodziną flaszowcowatych w ramach rzędu magnoliowców wchodzi w skład jednej ze starszych linii rozwojowych okrytonasiennych określanych jako klad magnoliowych.
Lista gatunków
| - Meiogyne baillonii (Guillaumin) Heusden - Meiogyne beccarii I.M.Turner - Meiogyne cylindrocarpa (Burck) Heusden - Meiogyne dumetosa (Guillaumin) Heusden - Meiogyne kwangtungensis P.T. Li - Meiogyne lecardii (Guillaumin) Heusden | - Meiogyne mindorensis (Merr.) Heusden - Meiogyne monosperma (Hook.f. & Thomson) Heusden - Meiogyne pannosa (Dalzell) J. Sinclair - Meiogyne ramarowii (Dunn) Gandhi - Meiogyne tiebaghiensis (Däniker) Heusden - Meiogyne virgata (Blume) Miq. |